# Dwór na Naramowicach w Poznaniu
Dwór na Naramowicach – pierwotnie klasycystyczny dwór zlokalizowany w Poznaniu, na Naramowicach, na osiedlu samorządowym Naramowice, przy ul. Dworskiej/Sielawy. Obiekt poważnie przebudowany. 
Pierwsza wzmianka o wsi Naramowice pochodzi z roku 1366. Przed 1726 istniał tu dwór, który uległ ruinie, ale w 1779 był już odnowiony. Był on ośrodkiem majątku i towarzyszyła mu obora, dwa chlewy, owczarnia, cztery stodoły i trzy stajnie. W XVIII i XIX wieku kolejnymi właścicielami byli tu m.in. Wilkońscy, Moraczewscy oraz Jadwiga z Grabowskich Sczaniecka. Jeden z właścicieli, Jakób Moraczewski, przekazał tysiąc talarów na budowę naramowickiej szkoły. Inną znaną osobą związaną z majątkiem była pisarka i działaczka narodowa Bibianna Moraczewska. 

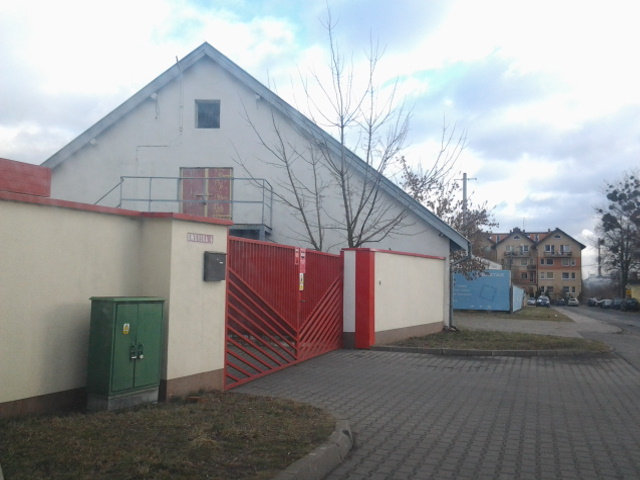
Pozostałości zabudowy folwarcznej (ul. Dworska)

Obecnie istniejący (poważnie zmieniony) budynek dworu powstał w połowie XIX wieku, a w końcu tego samego stulecia dobudowano doń skrzydło boczne i ośmioboczną wieżę narożną. Elewacje posiadały boniowanie. Dwór otaczał park krajobrazowy z domkiem ogrodnika. Około 1916 park powiększono w kierunku południowym, a przed budynkiem utworzono reprezentacyjny podjazd ozdobiony rabatami, do którego prowadziła aleja lipowa (poprzeczna), dzieląca założenie na część reprezentacyjną i gospodarczą (folwarczną).
W latach 60. i 70. XX wieku dwór uległ poważnej przebudowie, zatracając swoje walory zabytkowe. Likwidacji uległy stawy rybne, szkółki leśne i wikliniarnia. Wśród starodrzewu parkowego (dużych rozmiarów graby, lipy i cisy) wybudowano bloki mieszkalne. Zachowały się natomiast: murowana stodoła z XIX wieku, dwa spichlerze, obora i dawne domy robotników folwarcznych. Po zakończeniu II wojny światowej majątek naramowicki nie został rozparcelowany – w 1951 utworzono na jego bazie PGR. W latach 1965–1975 przy ul. Naramowickiej, w zachodniej części parku, wybudowano hotel z restauracją. Tereny te wykorzystywano do ekspozycji w czasie Międzynarodowych Targów Poznańskich (rolnictwo i hodowla).